# Провулок Шевченка (Київ, Дарницький район)
провулок Шевченка — провулок у Дарницькому районі міста Київ, у місцевості Бортничі. 
Пролягає від початку забудови до 1-го провулку Івана Франка. Прилучається вулиця Шевченка.

## Історія
Провулок виник у 2000-х-2010-х роках. Названий на честь українського поета Тараса Шевченка.